# Ron Kuhlman
Ron Kuhlman (Cleveland, 6 marzo 1948) è un attore, ballerino e cantante statunitense.

## Biografia
Dopo aver studiato all'Actors Studio, debuttò nel 1972 nel circuito Off Broadway con The Maid's Tragedy. L'anno successivo recitò nel tour del musical Funny Face e nel 1974 prese parte al primo workshop del musical A Chorus Line. Ad esso seguì un secondo workshop nel 1975 e, nello stesso anno, la produzione originale nell'Off Broadway e a Broadway, in cui Kuhlman recitò nel ruolo di Don. Nel 1976 interpretò ancora una volta il ruolo di Don nel tour statunitense del musical.

## Filmografia parziale

### Cinema
- Splash - Una sirena a Manhattan (Splash), regia di Ron Howard (1984)
- Omicidi di provincia (Flesh and Bone), regia di Steve Kloves (1993)

### Televisione
- La squadriglia delle pecore nere (Baa Baa Black Sheep) - serie TV, 1 episodio (1977)
- Il tempo della nostra vita (Days of Our Lives) - serie TV, 3 episodi (1985)
- I mostri vent'anni dopo (The Munsters Today) - serie TV, 1 episodio (1988)
- Avvocati a Los Angeles (L.A. Law) - serie TV, 1 episodio (1993)
- Profiler - Intuizioni mortali (Profiler) - serie TV, 1 episodio (1997)
- Due poliziotti a Palm Beach (Silk Stalkings) - serie TV, 2 episodi (1995-1998)